# Bath Rugby
El Bath Rugby es un equipo británico profesional de rugby con sede en la ciudad Bath, Inglaterra y que disputa la Premiership Rugby, la máxima categoría del rugby en aquella nación.

## Historia
El club fue fundado en el año 1865, lo que le convierte en uno de los clubes  más antiguos existentes hoy en día. Durante sus primeras décadas solía enfrentarse a clubes vecinos, o del cercano Gales. En el siglo XX hizo sus primeras salidas a Francia para jugar contra clubs del país galo. Con la creación de la primera competición oficial en Inglaterra a principios de los años 70, la copa inglesa, hoy conocida como Anglo-Welsh Cup, Bath Rugby encontró la oportunidad de estrenar su palmarés. 
La época dorada del club comenzó a mediados de los 80, cuando Bath Rugby conquistó en 4 ocasiones consecutivas la Copa Inglesa entre los años 1984 y 1987. Volvió a ganar el torneo en los años 1989, 1990, 1992, 1994 y 1995.
Cuando se creó la competición de liga a finales de los 80, Bath Rugby quedó 4º en su primera edición, pero al siguiente año, en 1989, sí logró su primer título de campeón inglés de liga. En 1990 acabó 3º, pero a continuación Bath Rugby encadenó 4 campeonatos seguidos entre 1991 y 1994.

### Profesionalismo
A mediados de los años 1990 el mundo del rugby encaró el reto de la profesionalización del deporte. En 1996 logró su 6º título de liga. En 1995 se creó en Europa un campeonato europeo de clubs, la Heineken Cup, por iniciativa de las federaciones que participaban en el torneo de la 5 naciones. Bath Rugby consiguió coronarse como campeón de Europa el año 1998, al derrotar en la final por 19 a 18 al Brive francés, campeón en el año anterior. Era el primer club inglés campeón de Europa.
Por aquel entonces el palmarés nacional y europeo de Bath Rugby encabezaba el ranking de los clubs ingleses. En su plantilla había estrellas como Jeremy Guscott, Mike Catt, Andy Robinson o Phil de Glanville entre otros, pero desde entonces el club no ha vuelto a ser el club dominador que fue durante 15 años en los años 80 y 90.
En la temporada 2007/08, 10 años después de su último título, Bath Rugby logró vencer en la final de la European Challenge Cup, la segunda competición continental, derrotando a Worcester Warriors por 24 a 16. Era la tercera final que disputaba Bath Rugby en esa competición, y las 2 veces anteriores había caído derrotado, contra London Wasps en 2003 y contra Clermont en 2007.
Bath juega sus partidos como local en el pequeño estadio Recreation Ground, conocido como The Rec, en Bath, donde caben unas 12 300 personas. El estadio se construyó en 1894, y el club se está planteando ampliarlo o construir un nuevo estadio en las afueras de la ciudad donde puedan sentarse al menos 20 000 espectadores.
Además de los jugadores antes mencionados, en Bath Rugby han militado grandes estrellas del rugby como Iain Balshaw, Steve Borthwick, Mike Tindall, Jason Robinson, Ieuan Evans, Olly Barkley, Danny Grewcock, David Wilson y otros.

## Palmarés

### Torneos internacionales
- Copa de Campeones de Europa (1): 1997-98

- European Challenge Cup (2): 2007-08, 2024-25

- Subcampeón European Challenge Cup (3): 2002-03, 2006-07, 2013-14

### Torneos nacionales
- Premiership Rugby (7): 1988-89, 1990-91, 1991-92, 1992-93, 1993-94, 1995-96, 2024-25

- Premiership Rugby Cup (1): 2024-25

- Anglo-Welsh Cup (10): 1983-84, 1984-85, 1985-86, 1986-87, 1988-89, 1989-90, 1991-92, 1993-94, 1994-95, 1995-96

- Subcampeón Premiership (6): 1994-95, 1996-97, 1999-00, 2003-04, 2014-15, 2023-24